# シナミア
シナミア（学名：Sinamia）は、条鰭類アミア目シナミア科に属する化石魚類の属。中華人民共和国の淡水層から7種、日本の淡水層から1種が発見されている。

## 特徴
現生のアミア（アミア目アミア科）と同様に背鰭が長いことが特徴と考えられていたが、2010年代に背鰭の短い種が発見されたことから、背鰭が系統関係を示してはいないことが判明した。背鰭の長さや臀鰭の開始位置に基づいて2つのグループに大別することができ、系統だけでなく生息していた環境の差異も推測されている。
前期白亜紀の東アジアに分布し多様化していた。日本でも産出しており、特に手取層群で最も多産する化石となっている。ただし多くは関節しておらず単独で骨や鱗が産出している。

## 種
- シナミア・ズダンスキー（S. zdanski）

模式種。中国の中央部で1935年に報告。背びれ条数27本。現生のアミアの生態を参考に、背びれが長いことから湖沼のように流れがなく藻が繁茂する水域に生息していたと推測されている。
- シナミア・フアナエンシス（S. huanaensis）

安徽省で1973年に報告。背びれ条数22本。
- シナミア・チンファエンシス（S. chinhuaensis）

浙江省で1976年に報告。背びれ条数33本。ズダンスキー種と同様に背びれが長く、湖沼などに生息していたと見られる。
- シナミア・ルオジゴウエンシス（S. luozigouensis）

吉林省で1984年に報告。背びれ条数28本。
- シナミア・ポヤンギカ（S. poyangica）

江西省で1990年に報告。背びれ条数28本。
- シナミア・リャオニンエンシス（S. liaoningensis）

遼寧省で2012年に報告。背びれ条数18本。背びれが短いことから、藻が少なく水流のある開けた水域に生息していたと見られている。本属の中では基盤的な種である。
- シナミア・ククリヒメ（S. kukurihime）

石川県白山市で2014年に報告。舌顎骨の形状からリャオニンエンシス種やランシュウエンシス種に近縁と見られ、同様の生態であった可能性がある。
詳細は当該項目を参照のこと。
- シナミア・ランシュウエンシス（S. lanzhouensis）

甘粛省で2015年に報告。背びれ条数15 - 18本。背びれが短く、リャオニンエンシス種と同様の水域に生息していたと見られる。本属の中では基盤的な種である。
シナミア属は臀鰭の開始位置が背鰭後端よりも前にあるグループ（上5種）とそれ以外（下2種）に大別される。以下はYabumoto, 2017に基づくクラドグラム。背びれ条数を括弧内に記した。

|  | \| \| シナミア・チンファエンシス（33） \| \| \| \| \| \| シナミア・ルジゴウエンシス（28） \| \| \| \| |
|  | |
|  | シナミア・ポヤンギカ（28）                                                                            |
|  | |
|  | シナミア・チンファエンシス（33）                                                                      |
|  | |
|  | シナミア・ルジゴウエンシス（28）                                                                      |
|  | |

|  | シナミア・チンファエンシス（33） |
|  |                                  |
|  | シナミア・ルジゴウエンシス（28） |
|  |                                  |

|  | \| \| シナミア・チンファエンシス（33） \| \| \| \| \| \| シナミア・ルジゴウエンシス（28） \| \| \| \| |
|  | |
|  | シナミア・ポヤンギカ（28）                                                                            |
|  | |
|  | シナミア・チンファエンシス（33）                                                                      |
|  | |
|  | シナミア・ルジゴウエンシス（28）                                                                      |
|  | |

|  | シナミア・チンファエンシス（33） |
|  |                                  |
|  | シナミア・ルジゴウエンシス（28） |
|  |                                  |

|  | \| \| シナミア・チンファエンシス（33） \| \| \| \| \| \| シナミア・ルジゴウエンシス（28） \| \| \| \| |
|  | |
|  | シナミア・ポヤンギカ（28）                                                                            |
|  | |
|  | シナミア・チンファエンシス（33）                                                                      |
|  | |
|  | シナミア・ルジゴウエンシス（28）                                                                      |
|  | |

|  | シナミア・チンファエンシス（33） |
|  |                                  |
|  | シナミア・ルジゴウエンシス（28） |
|  |                                  |

|  | \| \| シナミア・チンファエンシス（33） \| \| \| \| \| \| シナミア・ルジゴウエンシス（28） \| \| \| \| |
|  | |
|  | シナミア・ポヤンギカ（28）                                                                            |
|  | |
|  | シナミア・チンファエンシス（33）                                                                      |
|  | |
|  | シナミア・ルジゴウエンシス（28）                                                                      |
|  | |

|  | シナミア・チンファエンシス（33） |
|  |                                  |
|  | シナミア・ルジゴウエンシス（28） |
|  |                                  |

|  | シナミア・フアナエンシス（22）     |
|  |                                    |
|  | シナミア・リャオニンエンシス（18） |
|  |                                    |

|  | \| \| シナミア・チンファエンシス（33） \| \| \| \| \| \| シナミア・ルジゴウエンシス（28） \| \| \| \| |
|  | |
|  | シナミア・ポヤンギカ（28）                                                                            |
|  | |
|  | シナミア・チンファエンシス（33）                                                                      |
|  | |
|  | シナミア・ルジゴウエンシス（28）                                                                      |
|  | |

|  | シナミア・チンファエンシス（33） |
|  |                                  |
|  | シナミア・ルジゴウエンシス（28） |
|  |                                  |

|  | \| \| シナミア・チンファエンシス（33） \| \| \| \| \| \| シナミア・ルジゴウエンシス（28） \| \| \| \| |
|  | |
|  | シナミア・ポヤンギカ（28）                                                                            |
|  | |
|  | シナミア・チンファエンシス（33）                                                                      |
|  | |
|  | シナミア・ルジゴウエンシス（28）                                                                      |
|  | |

|  | シナミア・チンファエンシス（33） |
|  |                                  |
|  | シナミア・ルジゴウエンシス（28） |
|  |                                  |

|  | \| \| シナミア・チンファエンシス（33） \| \| \| \| \| \| シナミア・ルジゴウエンシス（28） \| \| \| \| |
|  | |
|  | シナミア・ポヤンギカ（28）                                                                            |
|  | |
|  | シナミア・チンファエンシス（33）                                                                      |
|  | |
|  | シナミア・ルジゴウエンシス（28）                                                                      |
|  | |

|  | シナミア・チンファエンシス（33） |
|  |                                  |
|  | シナミア・ルジゴウエンシス（28） |
|  |                                  |

|  | \| \| シナミア・チンファエンシス（33） \| \| \| \| \| \| シナミア・ルジゴウエンシス（28） \| \| \| \| |
|  | |
|  | シナミア・ポヤンギカ（28）                                                                            |
|  | |
|  | シナミア・チンファエンシス（33）                                                                      |
|  | |
|  | シナミア・ルジゴウエンシス（28）                                                                      |
|  | |

|  | シナミア・チンファエンシス（33） |
|  |                                  |
|  | シナミア・ルジゴウエンシス（28） |
|  |                                  |

|  | シナミア・フアナエンシス（22）     |
|  |                                    |
|  | シナミア・リャオニンエンシス（18） |
|  |                                    |

大韓民国の南部からもシナミア属の化石が報告されているが、体の後方と脊椎骨しか発見されていないため、種レベルでの同定には至っていない。